# Disney XD (États-Unis)
Disney XD est une chaîne de télévision américaine appartenant au Disney-ABC Television Group, filiale de The Walt Disney Company.
Fox Kids fut un bloc sur Fox lancée en 1990 puis fut renommée Jetix en 2002 à la suite de son rachat par Disney.
Fox Kids a été importé à l'international en chaîne de télévision par Haim Saban. En 2008, Disney a racheté la totalité des parts de Jetix Europe, et l'a remplacé par Disney XD.

## Histoire

### Toon Disney
Toon Disney fut lancé le 8 septembre 1998, elle diffusait uniquement des séries d'animation Disney.
Elle diffusait le bloc de programmation Jetix depuis le 4 septembre 2002.

### Disney XD
Le 7 août 2008, Walt Disney Television annonce la création de Disney XD en 2009. Disney XD vise un jeune public masculin en succession à la marque Jetix.
Le 13 février 2009, Toon Disney fut renommé Disney XD, avec la diffusion de l'épisode Retour au rock'n'roll (14e épisode de Phinéas et Ferb) et le lancement d'une version haute définition. Les séries Aaron Stone (premier Disney XD Original), Jimmy l'Éclate et Kid vs. Kat accompagnent le lancement de la chaîne.

## Identité visuelle

### Logos

Logo de Toon Disney en 1997
Logo de Jetix de 2004 au 13 février 2009
Logo de Disney XD depuis le 13 février 2009
Logo de Disney XD HD depuis 2009

### Slogans
- 2009 : « Yes! »
- 2009 : « Sweat! »

## Programmes
Le 9 mai 2015, Disney XD entame la diffusion de la série Doctor Who.
Le programme de Disney XD pour les téléspectateurs en 2017 est très chargé et animé[non neutre] : la troisième saison de Star Wars Rebels est diffusée depuis le 7 janvier 2017.